# Montanaro
Montanaro is een gemeente in de Italiaanse provincie Turijn (regio Piëmont) en telt 5326 inwoners (31-12-2004). De oppervlakte bedraagt 20,8 km², de bevolkingsdichtheid is 256 inwoners per km².

## Demografie
Montanaro telt ongeveer 2241 huishoudens. Het aantal inwoners daalde in de periode 1991-2001 met 0,2% volgens cijfers uit de tienjaarlijkse volkstellingen van ISTAT.
| Jaar | Inwoneraantal |
| ---- | ------------- |
| 1991 | 5283          |
| 2001 | 5274          |

## Geografie
Montanaro grenst aan de volgende gemeenten: Caluso, Foglizzo, San Benigno Canavese, Chivasso.
1. ↑  https://demo.istat.it/?l=it.